# Беммель, Иоганн Георг фон

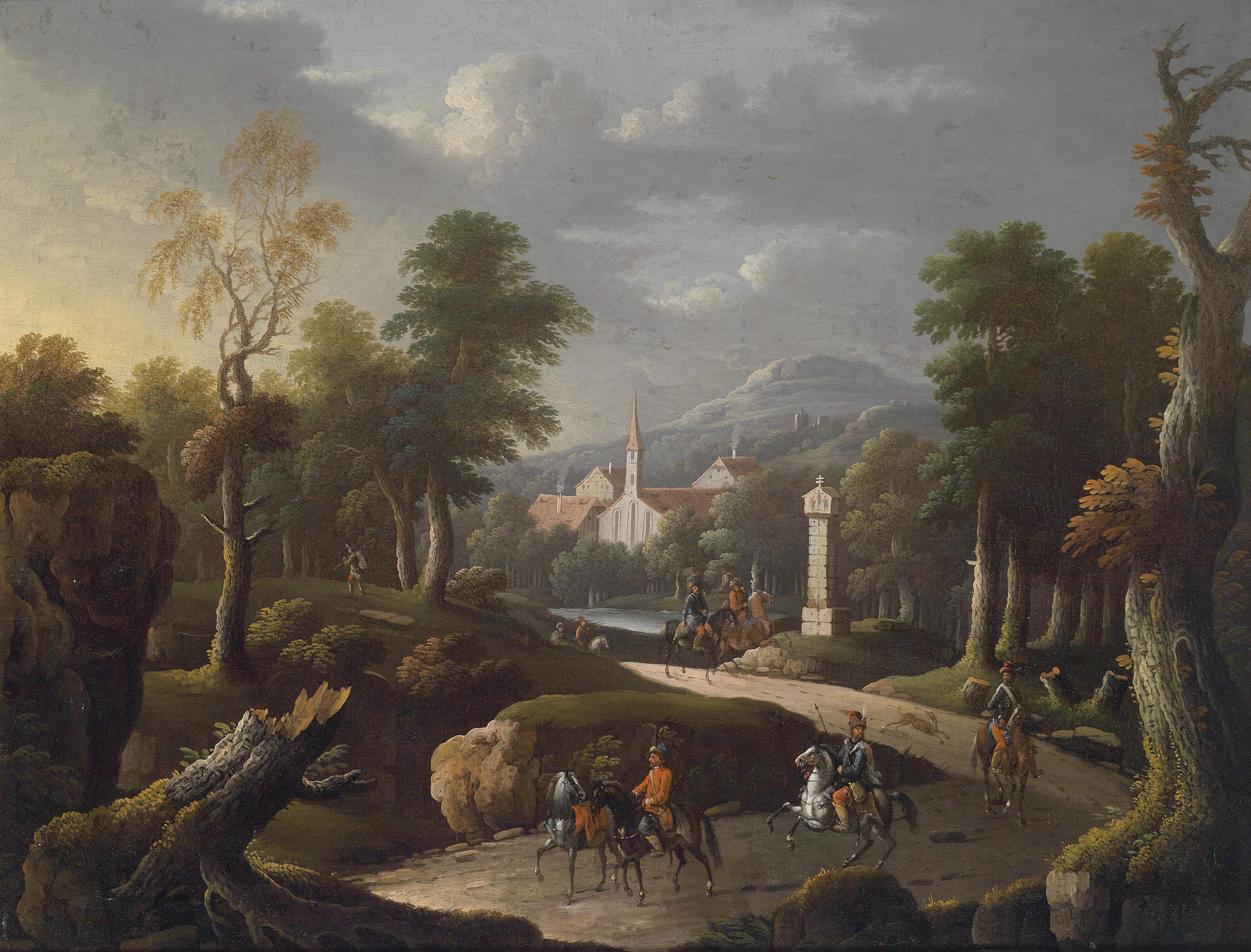
Пейзаж с путешественниками. 1703

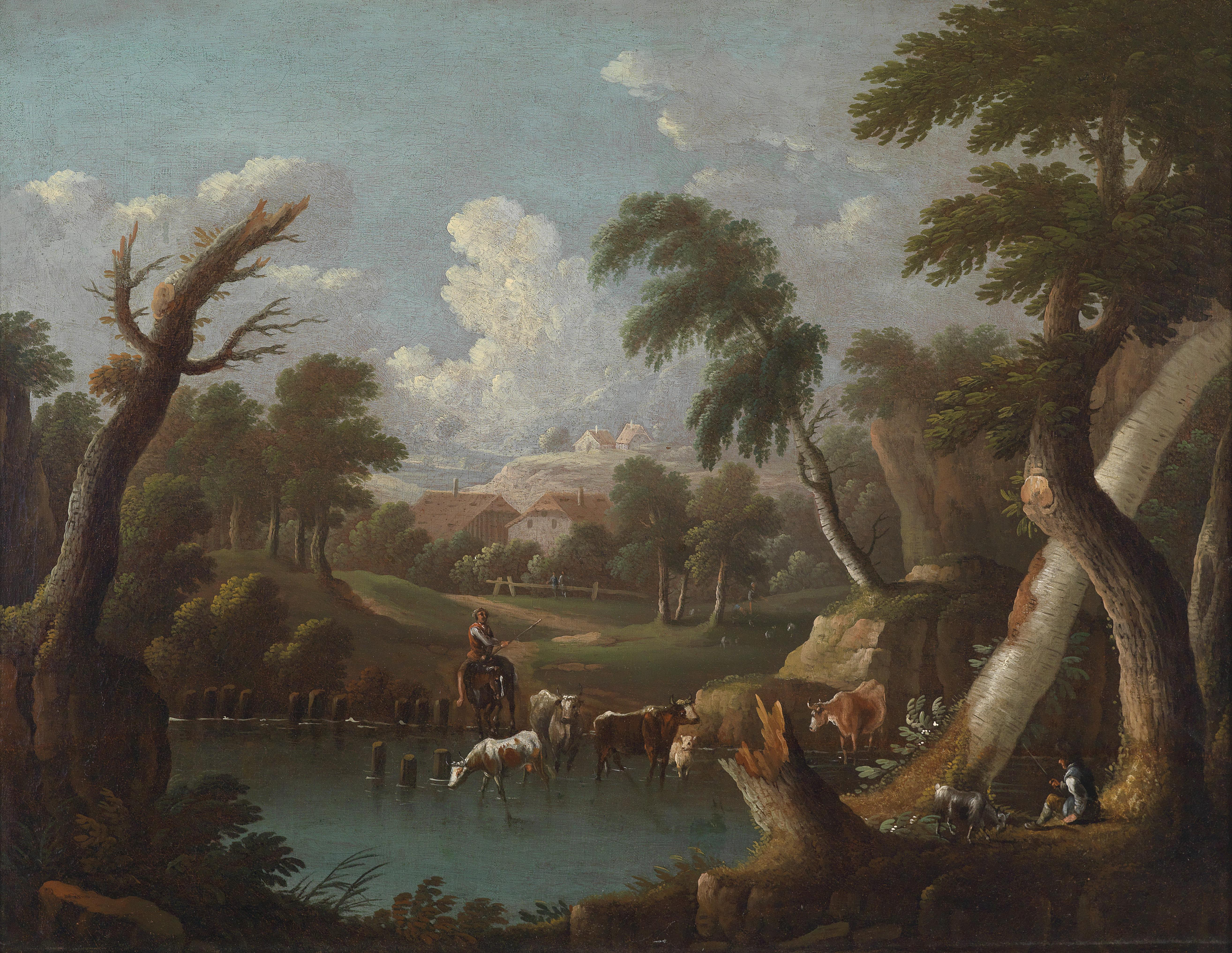
Пейзаж со скотом на водопое. 1703

Иоганн Георг фон Беммель (нем. Johann Georg von Bemmel ; 30 ноября 1669, Нюрнберг — 29 июля 1723, Нюрнберг) — немецкий живописец, художник-пейзажист, жанрист, баталист.

## Биография
Представитель многочисленного семейства живописцев, родоначальником которых был Вильгельм фон Беммель. Старший сын Вильгельма. Его младший брат Петер фон Беммель, также был художником-пейзажистом.
Первые уроки рисования получил у отца. Позже учился у художника-баталиста Иоганна Филиппа Лемке. Примерно с 1685 года работал в мастерской своего отца, для которого делал заготовки и выполнял стаффажи. Писал копии с картин Лемке, преимущественно батальные сцены и конные фигуры восточных воинов.
Затем, посвятил себя преимущественно живописи, в основном, изображению пейзажей с животными, ученик И. Зандрарта. Свои полотна подписывая очень редко. Лишь на некоторых картинах есть его подпись, где на обороте имеется надпись «Беммель». Иоганн Георг фон Беммель продолжил пейзажный стиль своего отца. Поэтому его работы могут приписываться Вильгельму ван Беммелю, но не доходят до его уровня.
Согласно биографии семейства Беммелей (1799) Иоганн Георг был болезненным человеком, с юности страдал от ревматизма и подагры и не смог закончить своё образование путешествием в Италию.